# Ruellia currorii
Ruellia currorii là một loài thực vật thuộc họ Acanthaceae. Loài này có ở Angola và Namibia. Môi trường sống tự nhiên của chúng là sa mạc lạnh.